# Système de câbles sous-marins du Svalbard

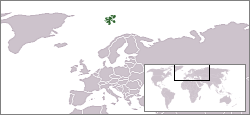
Localisation du Svalbard

Le système de câbles sous-marins du Svalbard est composé de deux câbles sous-marins de 1400 km de long. Utilisés pour la communication, ils relient Harstad depuis le territoire norvégien à l'archipel du Svalbard. L'ouverture officielle a eu lieu le 2 janvier 2004 et sa gestion est confiée à l'opérateur Telenor.
La construction a débuté en 2003 pour le compte du Norwegian Space Centre. La station du Svalbard est un site clef pour la collecte des données des satellites à orbites polaires grâce à la situation géographique du Svalbard, proche du pôle nord.

## Technologie
Le système se compose de deux câbles indépendants comprenant 20 répétiteurs chacun pour la partie sous marine.
| Distance entre Svalbard et Breivika        | Distance entre Breivika et Harstad |
| ------------------------------------------ | ---------------------------------- |
| Segment 1 : 1375 km (172 km sont enterrés) | Segment 1a : 61 km                 |
| Segment 2 : 1339 km (173 km sont enterrés) | Segment 2a : 74 km                 |

Actuellement une seule des huit paires de fibres optiques de chaque câble est utilisée, avec un débit limité à 10 Gbit/s par câble. La capacité théorique de chaque câble est de 2500 Gbit/s.